# تينيكي (مدغشقر)
تينيكي (بالإنجليزية: Teniky) هو موقع جيولوجي وأثري يقع في كتلة إيسالو الجبلية، وهي تشكيل جبلي في منطقة إهورومبي جنوب غرب مدغشقر. يتميز الموقع بعزلته الجغرافية الشديدة، إذ يبعد أكثر من 200 كيلومتر (حوالي 120 ميلاً) عن أقرب ساحل. يشتهر الموقع بعماراته الفريدة المنحوتة في الصخر، والتي لا يوجد لها نظير في باقي أنحاء مدغشقر أو على الساحل الشرقي الإفريقي. يمتد مجمع تينيكي الغامض على مساحة تقارب 8 كيلومترات مربعة، ويضم جدرانًا حجرية دقيقة الصنع، ومحاجر، ومدرجات، ومحاريب، وصخورًا مقطوعة، وأحواضًا حجرية منحوتة بدقة.

## التاريخ والتنقيب
أُجريت أولى الدراسات الأثرية في تينيكي عام 1971، وتلتها حملات تنقيب حديثة بين عامي 2021 و2024 بقيادة فريق دولي من الباحثين. كشفت هذه الدراسات عن تقسيم الموقع إلى ثماني مناطق أثرية رئيسية، تحتوي على محاريب منحوتة في الصخور، وجدران حجرية جافة، ومدرجات، ومحاجر رملية، وهياكل دائرية، وملاجئ صخرية.

## العمارة والمنشآت
تتميز تينيكي بعمارة صخرية فريدة تشمل محاريب منحوتة في المنحدرات الصخرية، بعضها مستطيل الشكل وأخرى دائرية، يُعتقد أنها كانت تُغلق بألواح حجرية أو خشبية. كما توجد جدران حجرية جافة تُحيط ببعض المناطق، ومدرجات، وأحواض حجرية، وهياكل دائرية بقطر يصل إلى 150 مترًا.

## التأريخ والمواد المكتشفة
أظهرت تأريخات الكربون المشع لعينات الفحم المكتشفة في الموقع أن الهياكل تعود إلى الفترة بين القرنين العاشر والثاني عشر الميلاديين. كما عُثر على شظايا فخار صيني وجنوب شرق آسيوي تعود إلى القرنين الحادي عشر والرابع عشر، مما يشير إلى أن سكان تينيكي كانوا جزءًا من شبكات التجارة في المحيط الهندي خلال العصور الوسطى، على الرغم من بُعد الموقع عن الساحل.

## النظريات حول الأصل الزرادشتي
اقترح الباحثون أن العمارة الصخرية في تينيكي قد تكون جزءًا من مقبرة زرادشتية قديمة، استنادًا إلى أوجه التشابه مع المحاريب المنحوتة في إيران، خاصة في منطقة فارس، والتي تعود إلى المجتمعات الزرادشتية في الألفية الأولى الميلادية. تشمل أوجه التشابه وجود محاريب متجاورة تفصلها أعمدة، وفتحات مستطيلة أو مقوسة، وارتفاع المحاريب عن الأرض، مما يتماشى مع التقاليد الجنائزية الزرادشتية التي تمنع ملامسة الجثث للأرض.